# Suddenly (single van Billy Ocean)
Suddenly is een nummer van de Britse soulzanger Billy Ocean uit 1985. Het is de derde single van zijn gelijknamige vijfde studioalbum.
Suddenly gaat over een man die helemaal in de wolken is omdat hij een nieuwe liefde heeft gevonden. Het nummer werd een grote hit in het Verenigd Koninkrijk, waar het de 4e positie behaalde. In de Nederlandse Top 40 was het nummer iets minder succesvol; daar haalde het een bescheiden 23e positie.
Van Suddenly werd een salsaversie gemaakt door producer Louie Ramirez en zanger Ray de la Paz.  

## NPO Radio 2 Top 2000
| Nummer met noteringen in de NPO Radio 2 Top 2000 | '99  | '00 | '01  | '02 | '03  |
| ------------------------------------------------ | ---- | --- | ---- | --- | ---- |
| Suddenly                                         | 1050 | -   | 1370 | -   | 1682 |

1. ↑  Een '-' betekent dat het nummer niet was genoteerd en een vetgedrukt getal geeft de hoogste notering aan.
2. ↑  Deze tabel is bijgewerkt tot en met de laatste editie (2024).